# 또 하나의 행복
《또 하나의 행복》은 1991년 2월 18일부터 같은 해 8월 30일까지 방영된 MBC 아침드라마이다.

## 등장 인물
- 최명길(차문영)
- 임채무(이상우)
- 나문희, 윤여정, 김인태, 사미자, 송기윤, 한규희, 노영국
- 김해숙(순미)
- 김혜선(차문희)
- 이경호, 정인석, 윤순홍, 이상미, 이정훈, 손원일, 김경렬, 이진원, 김은수, 김나운, 장연식

## 참고 사항
- 그 당시 드라마가 그랬던 것처럼 사랑놀음, 가정소사, 남녀 애정갈등 등의 내용으로 일관했다는 지적이 있었다.[1]
- 극중 이상우 역을 맡은 임채무는 30대 중반의 노총각으로 보기에는 무리가 있다는 지적을 샀다.[2]